# Western Digital

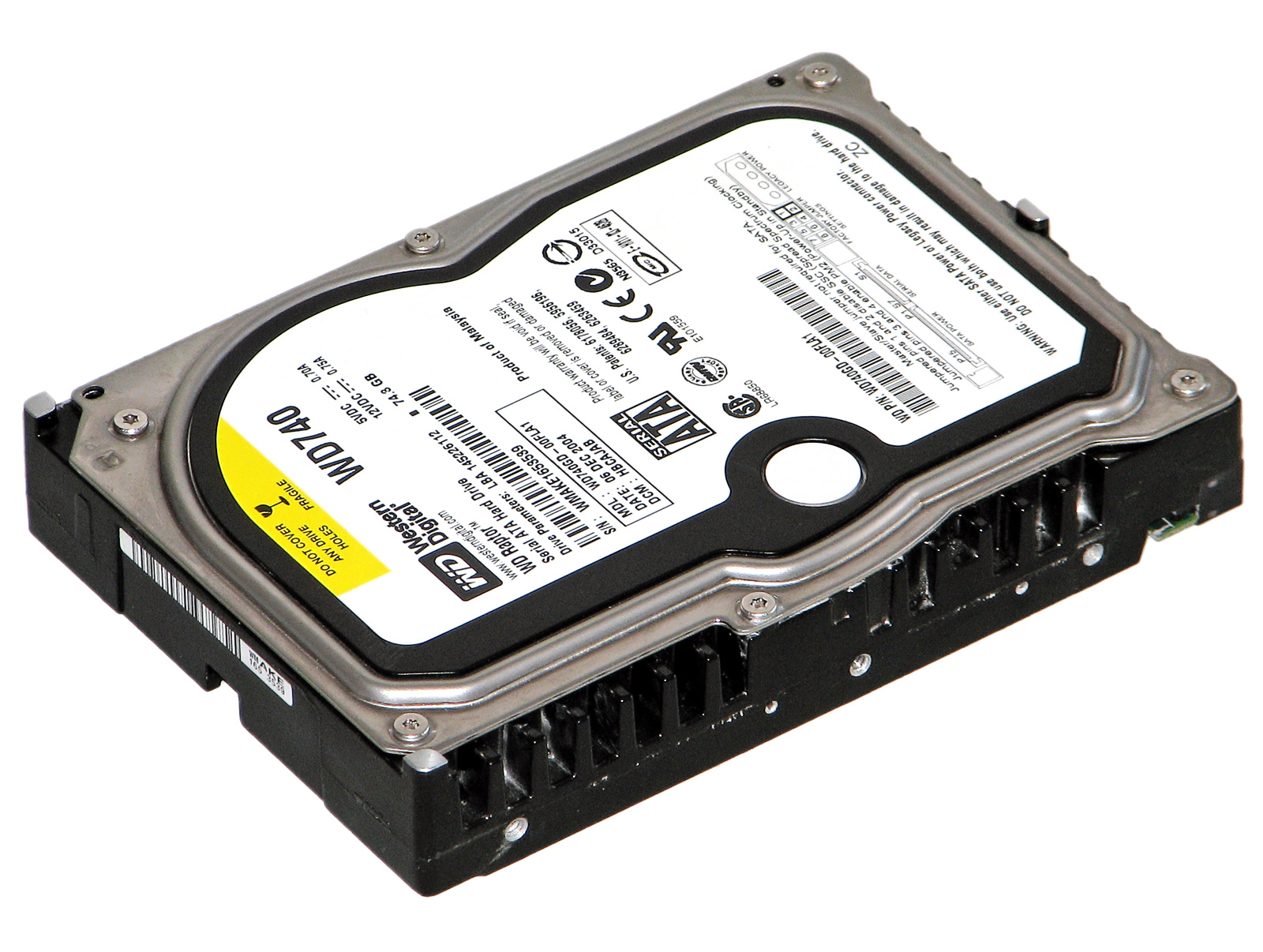
Твердий диск Western Digital WD740GD Raptor — 10,000 rpm — 74 GB.

Western Digital (скор. WD) — американська компанія, виробник комп'ютерної електроніки. Найбільш відома виробництвом жорстких дисків, мережевих накопичувачів та твердотільних накопичувачів.
Була заснована в 1970 році, конструювати і виробляти накопичувачі на твердих дисках почала з 1988 року. Штаб-квартира знаходиться в місті Ервайн (Каліфорнія, США), а в різних підрозділах корпорації по всьому світу працює близько 50 000 чоловік. Виробничі потужності Western Digital розташовані в Малайзії і Таїланді, проектно-конструкторські центри — в Південній і Північній Каліфорнії, а підрозділи збуту — в безлічі країн світу. Засоби зберігання даних, що випускаються компанією, постачаються виробникам комп'ютерних систем, а також ряду реселерів і роздрібних торговельних організацій під фірмовими марками Western Digital і WD.

## Злиття, поглинання і придбання
У 2010 році компанія вийшла на 1 місце в галузі, випередивши Seagate, і зараз[коли?] є найбільшим виробником твердих дисків у світі.
У 2011 році Western Digital придбала Hitachi Global Storage Technologies — підрозділ компанії Hitachi з виробництва твердих дисків, раніше куплений компанією Hitachi у компанії IBM, яка в свою чергу купила його у Compaq, якій він дістався при поглинанні компанії DEC.
У 2016 році Western Digital придбала компанію SanDisk.

## Ключові інновації
У Western Digital були розроблені кілька передових на момент появи технологій. Серед них:
- 1971 — WD1402A — перша однокристальна мікросхема UART.
- 1976 — WD1771 — перший однокристальний контролер флоппі-дисків.
- 1981 — WD1010 — перший однокристальний контролер твердих дисків ST-506.
- 1983 — WD1003 — контролер для твердих дисків, попередник ATA.
- 1986 — спільна розробка стандарту ATA з компаніями Compaq і Control Data.
- 1986 — WD33C93 — одна з перших мікросхем інтерфейсу SCSI.
- 1987 — WD7000 — перший контролер ISA SCSI з підтримкою режиму bus-mastering.
- 1987 — WD37C65 — перший однокристальний PC/AT-сумісний контролер флоппі-дисків.
- 1988 — WD42C22 — перший однокристальний ATA-контролер для твердих дисків.
- 1990 — представлені диски серії Caviar.
- 2001 — перший масовий IDE-диск з буфером, рівним 8 Мб.
- 2003 — перший SATA-диск зі швидкістю 10 000 об./хв..
- 2010 — представлена технологія Advanced Format і перші в світі диски з її підтримкою.

## Придбані компанії
- У березні 2011 року Western Digital досягла угоди з Hitachi про купівлю підрозділу Hitachi Global Storage Technologies.[7] Про завершення оформлення угоди було оголошено в лютому 2012 року.[8]